# ГЕС Ребніс
ГЕС Ребніс – гідроелектростанція у північній частині Швеції. Використовує ресурс із озера Ребніс'яуре, що дренується протокою, яка впадає ліворуч в озеро Гурнаван (частина верхньої течії річки  Шеллефтеельвен, котра досягає Ботнічної затоки Балтійського моря приблизно посередині між містами Умео та Лулео).
Для накопичення в Ребніс'яуре води звели греблю висотою 19 метрів, котра утримує водойму з об’ємом 740 млн м3 та можливим коливанням рівня поверхні в діапазоні 13,5 метра. Разом кількома іншими озерами у верхів’ях Шеллефтеельвен (Sädvajaure, Гурнаван, Удд'яур та Стураван), сховище Ребніс'яуре відіграє важливу роль для регулювання роботи всього розташованого нижче каскаду. 
Із водосховища через лівобережний гірський масив проклали дериваційний тунель довжиною 2,5 км. Він виводить до спорудженого у підземному варіанті машинного залу, обладнаного однією турбіною типу Френсіс потужністю 64 МВт, яка при напорі від 76,5 до 88 метрів забезпечує виробництво 140 млн кВт-год електроенергії на рік.
Відпрацьована вода потрапляє в озеро Гурнаван по відвідному тунелю довжиною 1,2 км. 
Видача продукції відбувається по ЛЕП, розрахованій на роботу під напругою 130 кВ.